# Compartiment cellulaire
Un compartiment cellulaire est l'ensemble des espaces d'une cellule partageant une fonction physiologique commune. Chaque compartiment est délimité par une membrane (le noyau par l'enveloppe nucléaire, une mitochondrie par une membrane mitochondriale, un chloroplaste par une enveloppe chloroplastique, etc.). Le noyau est un compartiment cellulaire, mais pas le cytoplasme car il est lui-même constitué d'un ensemble de compartiments : chaque type d'organite constitue un compartiment cellulaire — par exemple, chaque mitochondrie est un organite individuel, mais toutes les mitochondries d'une cellule constituent le compartiment mitochondrial de cette cellule — et le cytosol, défini comme le volume du cytoplasme à l'extérieur de tous les organites qui s'y trouvent, est également un compartiment cellulaire.
On a longtemps considéré que la compartimentation cellulaire était l'apanage des eucaryotes, tandis que les procaryotes en étaient dépourvus. Certaines bactéries peuvent cependant présenter des microcompartiments bactériens tels que les carboxysomes, qui sont constitués d'une coque protéique polyédrique et qu'on trouve chez les cyanobactéries et certaines bactéries chimitrophes fixant le CO2, voire des organites membraneux très spécialisés comme les magnétosomes ou encore les anammoxosomes. Les bactéries vertes sulfureuses possèdent ainsi des chlorosomes, qui agissent comme antennes collectrices. L'un des compartiments bactériens les plus étudiés est l'espace périplasmique des bactéries à Gram négatif, qui contient une fine paroi bactérienne à peptidoglycane située entre la membrane interne et la membrane externe des bactéries didermes.
Les membranes biologiques permettent la mise en place, à l'intérieur de la cellule, de micro-environnements aux propriétés physicochimiques — comme l'acidité et la force ionique — contrôlées et contenant sélectivement certaines substances plutôt que d'autres. Cela permet par exemple d'y réaliser des réactions utiles mais dangereuses pour le reste de la cellule, comme le font les lysosomes et les anammoxosomes, ou encore de concentrer localement certains réactifs afin d'optimiser le rendement d'enzymes cruciales pour la cellule, comme c'est le cas des carboxysomes. La membrane peut également être l'élément crucial de l'activité d'un organite : la membrane mitochondriale interne réalise ainsi le couplage chimiosmotique entre la respiration cellulaire et la biosynthèse de l'ATP par l'ATP synthase au cours de la phosphorylation oxydative.